# Phygopoda fugax
Phygopoda fugax är en skalbaggsart som beskrevs av Thomson 1864. Phygopoda fugax ingår i släktet Phygopoda och familjen långhorningar. Inga underarter finns listade i Catalogue of Life.